# Ekspeditionen til verdens ende
Ekspeditionen til verdens ende er en dansk ekspeditionsfilm fra 2013, der er instrueret af Daniel Dencik efter manuskript af ham selv, Michael Haslund-Christensen og Janus Metz.

## Handling
Filmen handler om verdens opståen, menneskets undergang og livets fortsættelse, når menensket ikke er her længere. Filmens ramme er fortællingen om ekspeditionsskibet Activs rejse til verdens fjerneste fjordsystemer i det nordøstligste Grønland, hvor kun en håndfuld mennesker tidligere har sat deres fod. Stadig større områder bliver fritlagt, når isen smelter og for første gang nogensinde vover et filmhold sig derind. Med samme forundring som tidligere tiders opdagelsesrejsende stævner en gruppe videnskabsmænd og kunstnere ud i mennesketomme landskaber, hvor kloden ligger skræmmende i sin reneste form. Ekspeditionen bliver et møde med de mekanismer, der peger hen imod en udvikling, hvor civilisationen vil stå tilbage som et kort tidsglimt mellem to istider. I en gravalvorlig komedie ser Moder Jord på mennesket og hvordan mennesket forvalter sin eksistens på jorden.